# سیارک ۱۰۰۴۲
سیارک ۱۰۰۴۲ (به انگلیسی: 10042 Budstewart، نامگذاری:1985PL) ده هزار و چهل و دومین سیارک کشف شده‌است که در ۱۴ اوت ۱۹۸۵ کشف شد.
قدر مطلق سیارک برابر ۱۳٫۳۰ است.